# ICL Notícias
ICL Notícias é um portal de notícias e um canal brasileiro do YouTube. Pertence ao Instituto Conhecimento Liberta, tendo sido fundado pelo empresário e ex-banqueiro Eduardo Moreira. Seu principal produto é um programa exibido de segunda a sexta-feira, em duas edições, com nomes conhecidos da imprensa brasileira, tendo uma linha editorial ligada à esquerda política.

## História
Foi lançado no dia 9 de maio de 2022. A primeira edição contava com Eduardo Moreira e a jornalista Vivian Mesquita, com comentários do jornalista Xico Sá e do sociólogo Jessé de Souza. O programa passou a contar com outros colaboradores, como Heloísa Villela, Juca Kfouri, Leandro Demori, Guga Noblat e Cristina Serra.
Logo nas primeiras edições, passou a ser um dos recordistas de seu segmento na internet. Ficou conhecido pelo viés crítico no último ano do governo Jair Bolsonaro, fazendo uma forte campanha de oposição. Em 2023, já acumulava 1,5 milhão de inscritos.
Em novembro de 2022, Eduardo Moreira afirmou que seu canal foi alvo de hackers. O conteúdo teria ficado fora do ar, mas foi restabelecido pouco tempo depois.
Em abril de 2023, contratou o jornalista Chico Pinheiro, que estava fora do ar desde 2022 após ter sido demitido pela TV Globo.
O ICL Notícias foi alvo de uma ação judicial  em setembro de 2023, quando Arthur Lira, presidente da Câmara dos Deputados, solicitou a remoção de vídeos e uma indenização de R$ 300 mil. O juiz Gustavo Fernandes Sales negou os pedidos liminares, evitando o "risco de se impor verdadeira censura à liberdade de imprensa". O caso teve ampla cobertura da mídia e foi alvo de críticas de várias organizações de jornalismo.
Em julho de 2024, o youtuber e empresário Felipe Neto foi anunciado como novo sócio do portal, passando a integrar conselho do ICL ao lado do fundadores Eduardo Moreira e Rafael Donatiello. 
Em 13 de agosto de 2024, foi anunciada a contratação do jornalista Fábio Pannunzio, para apresentação do Desperta ICL, jornal matinal do portal de notícias.
Além do ICL Notícias 1 e 2, a grade do ICL Notícias conta com uma programação diária e diversa, que conta com programas como o "Em Detalhes", apresentado pela jornalista Gabriela Varella;  o "Provocação Histórica", apresentado, desde 2021, pelo professor e historiador Lindener Pareto; o "Rolê ICL", apresentado pelos jornalistas William de Lucca, Guga Noblat e Roberta Garcia; o "Chico Pinheiro Entrevista", apresentado pelo veterano e ex-Global Chico Pinheiro; o "Espiritualidade na Ação", apresentado pelo presidente da Educafro, Frei David e "ICL Mercado e Investimentos", apresentado pelos economistas Deborah Magagna e André Campedelli. 

## Reportagens

### Guerra Israel-Hamas
Em outubro de 2023, o canal recebeu o radialista brasileiro Marcos Susskind, morador de Tel Aviv, em Israel. Ao ser questionado sobre os Ataque do Hamas a Israel, ele disse que o ato tratava-se de uma ação terrorista e criticou o canal por não ter usado o termo "terrorista" para se referir ao Hamas e ao Hezbollah. Ele criticou o uso do termo "genocídio" para se referir à situação dos palestinos a acusou o veículo de fazer "propaganda", sendo cortado pela apresentadora.

### Fatal Model
Em 16 de setembro de 2024, Eduardo Moreira publicou uma notícia sobre o patrocínio da Fatal Model e a chamou de "máfia", e o Ministério da Justiça notificou o Engenhão sobre o patrocínio. Em 26 de setembro, um caminhão baú com o símbolo da Fatal Model estacionou na frente da sede do ICL e tiraram fotos e conversaram com as pessoas no local. Vídeos da abordagem foram divulgados como uma ameaça aos jornalistas. A Associação Brasileira de Imprensa e o Instituto Vladimir Herzog repudiaram a abordagem. Nina Sag e o time Vitória postaram vídeo rebatendo as acusações de máfia.